# Gaetano Mauro
Gaetano Mauro (ur. 13 kwietnia 1888 w Rogliano; zm. 31 grudnia 1969 w Montalto Uffugo) – włoski Sługa Boży Kościoła katolickiego.

## Życiorys
Po studiach w seminarium w Cosenza został wyświęcony na kapłana w dniu 14 lipca 1912 roku. Podczas pierwszej wojny światowej był kapelanem wojskowym we Friuli. Następnie spędził okres uwięzienia w austriackim obozie koncentracyjnym w Katzenau, gdzie zachorował na gruźlicę. Wrócił do Kalabrii w 1919 roku. 8 grudnia 1928 roku założył zgromadzenie Katechetów Wiejskich. W 1943 roku Stolica Apostolska połączyła to zgromadzenie z istniejącym od XVII w. zgromadzeniem Pobożnych Robotników, z którego pozostał tylko 1 zakonnik. Ksiądz Mauro był przełożonym połączonego zgromadzenia. Zmarł 31 grudnia 1969 roku. Jego ciało zostało pochowane w kościele San Francesco di Paola w Montalto Uffugo. Obecnie trwa jego proces beatyfikacyjny.